# Melnick 42
Melnick 42 è una stella supermassiccia di magnitudine 12,64 situata nella Nebulosa Tarantola, nella Grande Nube di Magellano a 170.000 anni luce dalla Terra. Secondo gli ultimi studi ha una massa stimata di 189 M☉, ed è una delle stelle più massicce conosciute. La sua luminosità si aggira intorno a 3,5 milioni L☉, una delle più alte conosciute, dietro solo, nella sua galassia, ad un paio di stelle dell'ammasso R136.
È una stella di classe spettrale O2If molto calda, con una temperatura superficiale di quasi 50.000 K e, come le stelle di grande massa è di vita breve; si stima che non abbia più di 2 milioni di anni di vita. Come tutte le stelle della sua classe, emette un impetuoso vento stellare, che raggiunge una velocità di 2900 km/s e che le fa perdere circa una massa solare ogni 100.000 anni. Il suo destino finale è quello di esplodere in una supernova o in una ipernova nel giro di pochi milioni di anni.